# 中信兄弟
中信兄弟（ジョンシン・ションディー、ちゅうしんきょうだい、中国語:中信兄弟、英語:CTBC Brothers）は、台湾の中華職業棒球大聯盟(CPBL)所属のプロ野球チームである。中信ブラザーズと呼称されることもある。チームカラーは黄色。

## 概要
台湾地域を治める中華民国政府の事実上の首都である台北市を縁故地とした経験を持つ、中華職棒に初年度から加盟している老舗球団である。2度の三連覇は史上唯一である。しかし、2010年シーズン終了後10月26日に兄弟エレファンツの大部分の選手が八百長行為に関わった「黒象事件」が明るみに出る。その後当時の中込伸監督が球団に責任を問われ解任 (後日中込伸監督も関与が疑われ事情聴取を受けその後逮捕される)。
兄弟エレファンツだけでなく、リーグ母体である中華職棒そのものが存亡の危機に立たされた。また、現存する中華職棒4球団（前身含む）で唯一アジアシリーズの出場経験がないが、2010年にはアジアシリーズに代わるKBO王者と対戦する韓国・台湾クラブチャンピオンシップ（11月4日、5日、台中インターコンチネンタルスタジアム）への出場権を手にし、韓国のSKワイバーンズと対戦した。
2013年シーズン終了後、当時のオーナーであった兄弟大飯店は経営難から球団売却の方針を発表し、かつて中信ホエールズを経営していた中国信託商業銀行によりネーミングライツの形式で買収されることになった。2014年1月5日、新球団名が「中信兄弟」となることが発表された。　

## 歴史
- 1984年9月1日 - 兄弟飯店棒球隊設立。
- 1990年 - 中華職業棒球聯盟へ加盟し、兄弟エレファンツに改称。
- 1992年 - 前後期優勝、初の年間王者。
- 1994年 - 前後期優勝で史上初となる三連覇を達成。
- 2003年 - 後期優勝、二度目の三連覇。
- 2010年 - 後期優勝、七年ぶりとなる優勝。
- 2014年 - 中信が買収し、中信兄弟（中信ブラザーズ）に改称。
- 2021年 - チーム名改称後初の年間王者。
- 2022年 - 二連覇達成。

## チーム成績・記録
- リーグ優勝 19回

（1992年前・1992年後・1993年前・1994年前・1994年後・2001年後・2002年前・2002年後・2003年後・2009年後・2010年後・2014年後・2015年後・2016年前・2019年後・2020年前・2021年前・2022年後・2024年後）
- 年間王者 10回

（1992年・1993年・1994年・2001年・2002年・2003年・2010年・2021年・2022年・2024年）
- 年間最高勝率 .727（1994年）
- 連続無得点 38イニング（2006年8月9日 - 8月16日）
- 1試合6本塁打（2019年4月28日）
- 台湾シリーズ 9連勝達成(2024年10月19日)

## 歴代監督
- 曾紀恩（1990年 - 1991年）
- 森下正夫（1992年）
- 山根俊英（1993年 - 1995年）
- 江仲豪（1996年 - 1998年）
- 中山義朗（1999年）
- 林百亨（2000年 - 2001年途中）
- 林易增（2001年途中 - 2005年）[注 1]
- 呉思賢（2006年）
- 王光輝（2007年 - 2009年途中）
- 中込伸（2009年途中 - 同年終了）
- 陳瑞振（2010年 - 2012年）
- 謝長亨（2013年 - 2015年途中）
- 吳復連（2015年途中 - 2016年）
- コーリー・スナイダー（史耐德）（2017年 ‐ 2018年）
  - 丘昌榮（2018年）[注 2]
  - スコット・バドナー（伯納）（2018年）[注 3]
- スコット・バドナー（2019年）
- 丘昌榮（2020年）
- 林威助（2021年 - 2023年途中）
- 彭政閔（2023年途中 - 同年終了）
- 平野恵一（2024年 - ）

## 永久欠番
- 23 彭政閔（2019年10月18日 - ）
- 67 曾紀恩（2005年3月25日 - 、2012年シーズン前に解消された後再制定）

初代監督

### 解消した永久欠番
- 4 林易増（2001年3月17日 - 2011年、その後は他の選手が使用している。）
- 26 王光輝（2004年6月26日 - 2011年、その後は他の選手が使用している。）
- 99 ファン（2006年1月1日 - 2012年、その後は他の選手が使用している。）

## 在籍選手

### 首脳陣

#### 一軍
| 背番号 | 名前                   | 役職                            |
| ------ | ---------------------- | ------------------------------- |
| 10     | 平野恵一               | 監督                            |
| 31     | 陳江和                 | ヘッド兼打撃コーチ              |
| 40     | 王建民                 | 投手コーチ                      |
| 25     | サラ・エドワーズ       | 打撃コーチ 登録名「莎菈」       |
| 80     | ジェームス・サマービル | 打撃コーチ補佐 登録名「詹姆斯」 |
| 63     | 潘志芳                 | 内野守備コーチ                  |
| 22     | 黄稚峰                 | 外野守備走塁コーチ              |
| 45     | 王峻杰                 | バッテリーコーチ                |
| 53     | ニック・アディトン     | ブルペンコーチ 登録名「艾迪頓」 |
| 42     | 蔡崇恩                 | トレーニングコーチ              |
| 51     | 陳弘桂                 | トレーニングコーチ              |

#### 二軍
| 背番号 | 名前               | 役職                                |
| ------ | ------------------ | ----------------------------------- |
| 86     | 彭政閔             | 監督                                |
| 76     | 林明憲             | ヘッドコーチ兼野手ディレクター      |
| 78     | 林恩宇             | 投手コーチ兼投手ディレクター        |
| 99     | 周磊               | 投手コーチ                          |
| 87     | 許皓銘             | 打撃コーチ                          |
| 82     | 黄鈞聲             | 選手兼打撃コーチ補佐                |
| 36     | 石志偉             | 内野守備コーチ                      |
| 57     | 陳皓然             | 外野守備走塁コーチ                  |
| 6      | タック・ウィルソン | 走塁コーチ 登録名「威爾森」         |
| 77     | 陳智弘             | バッテリーコーチ                    |
| 8      | 郭峰駿             | コーチ補佐                          |
| 44     | マーク・グレーター | リハビリ投手コーチ 登録名「葛瑞特」 |
| 95     | 鄭錡鴻             | リハビリ投手コーチ                  |
| 122    | 葉博文             | トレーニングコーチ                  |
| 121    | 陳品翰             | 筋力トレーニングコーチ              |
| 120    | 林丞軒             | トレーニングコーチ補佐              |

#### 巡回
| 背番号 | 名前               | 役職                        |
| ------ | ------------------ | --------------------------- |
| 5      | ダニエル・カタラン | 打撃コーチ 登録名「丹尼爾」 |

### 投手
| 背番号 | 選手名                   | 投 | 打 | 備考                          |
| ------ | ------------------------ | -- | -- | ----------------------------- |
| 11     | 林展樟                   | 右 | 右 | 103から背番号変更             |
| 12     | 林暉盛                   | 右 | 右 |                               |
| 14     | 魏碩成                   | 左 | 左 |                               |
| 15     | 王凱程                   | 右 | 右 |                               |
| 18     | ノーラン・ワトソン       | 右 | 右 | 新外国人 登録名「黄勝」       |
| 19     | 鄭凱文                   | 右 | 右 |                               |
| 20     | 江忠城                   | 右 | 右 |                               |
| 21     | 彭識穎                   | 左 | 左 |                               |
| 24     | ウィリアム・クエバス     | 右 | 両 | 新外国人 登録名「柯威士」     |
| 27     | 游竣䒴                   | 左 | 左 | 104から背番号変更             |
| 30     | マリオ・サンチェス       | 右 | 右 | 統一から移籍 登録名「勝騎士」 |
| 32     | ニバルド・ロドリゲス     | 右 | 右 | 富邦から移籍 登録名「羅戈」   |
| 33     | 鄭浩均                   | 右 | 右 |                               |
| 34     | 李振昌                   | 右 | 右 |                               |
| 35     | 鄧朝駿                   | 右 | 右 | 102から背番号変更             |
| 37     | ウンベルト・カステヤノス | 右 | 右 | 新外国人 登録名「黄博多」     |
| 38     | ブランドン・リーブラント | 左 | 左 | 新外国人 登録名「李博登」     |
| 41     | 楊志龍                   | 右 | 右 |                               |
| 46     | ホセ・デポーラ           | 左 | 右 | 登録名「德保拉」              |
| 49     | 余謙                     | 右 | 右 |                               |
| 50     | 蔡齊哲                   | 右 | 右 |                               |
| 54     | 王奕凱                   | 左 | 左 |                               |
| 55     | 朱宏樺                   | 右 | 右 | 105から背番号変更             |
| 56     | 陳柏均                   | 左 | 左 |                               |
| 58     | 呂彦青                   | 左 | 左 |                               |
| 59     | 馮皓                     | 右 | 右 |                               |
| 62     | 陳琥                     | 右 | 左 |                               |
| 64     | 黄恩賜                   | 右 | 左 |                               |
| 70     | 徐基麟                   | 右 | 右 |                               |
| 71     | 盧孟揚                   | 右 | 右 |                               |
| 73     | 劉亦智                   | 左 | 左 | 107から背番号変更             |
| 79     | 謝榮豪                   | 右 | 右 |                               |
| 81     | 陳冠穎                   | 右 | 右 |                               |
| 83     | 伍立辰                   | 右 | 右 |                               |
| 84     | 黄弘毅                   | 右 | 右 |                               |
| 89     | ヘスス・バルガス         | 右 | 右 | 新外国人 登録名「韋禮加」     |
| 91     | 張祖恩                   | 左 | 左 |                               |
| 93     | 呉哲源                   | 右 | 右 |                               |
| 94     | 呉俊偉                   | 右 | 右 |                               |
| 116    | 陳聖凱                   | 左 | 左 | 新入団 自主培訓選手           |
| 117    | 陳原維                   | 右 | 右 | 新入団 自主培訓選手           |

### 捕手
| 背番号 | 選手名   | 投 | 打 | 備考                   |
| ------ | -------- | -- | -- | ---------------------- |
| 0      | 林呉晉瑋 | 右 | 左 |                        |
| 48     | 陳統恩   | 右 | 右 |                        |
| 52     | 胡孟智   | 右 | 右 |                        |
| 65     | 高宇杰   | 右 | 右 |                        |
| 72     | 陳九登   | 右 | 右 | 109から背番号変更      |
| 82     | 黄鈞聲   | 右 | 右 | 二軍打撃コーチ補佐兼任 |
| 97     | 徐博瑋   | 右 | 右 |                        |
| 115    | 呉瑞聰   | 右 | 右 | 新入団 自主培訓選手    |

### 内野手
| 背番号 | 選手名 | 投 | 打 | 備考              |
| ------ | ------ | -- | -- | ----------------- |
| 3      | 楊祥禾 | 右 | 右 |                   |
| 4      | 張士綸 | 右 | 左 |                   |
| 9      | 王威晨 | 右 | 左 |                   |
| 17     | 黄霆杉 | 右 | 左 | 108から背番号変更 |
| 28     | 張仁瑋 | 右 | 右 |                   |
| 29     | 陳俊秀 | 右 | 右 |                   |
| 47     | 林志鋼 | 右 | 左 |                   |
| 61     | 王政順 | 右 | 左 |                   |
| 66     | 黄韋盛 | 右 | 右 |                   |
| 68     | 馬鋼   | 右 | 右 |                   |
| 69     | 徐紹予 | 右 | 右 | 106から背番号変更 |
| 74     | 許基宏 | 右 | 左 |                   |
| 75     | 林瑞鈞 | 右 | 左 |                   |
| 90     | 江坤宇 | 右 | 右 |                   |
| 96     | 蘇緯達 | 右 | 左 |                   |
| 98     | 岳東華 | 右 | 左 |                   |

### 外野手
| 背番号 | 選手名 | 投 | 打 | 備考             |
| ------ | ------ | -- | -- | ---------------- |
| 1      | 曾頌恩 | 右 | 右 | 32から背番号変更 |
| 2      | 李聖裕 | 右 | 左 |                  |
| 7      | 張志豪 | 右 | 左 |                  |
| 13     | 許庭綸 | 右 | 右 |                  |
| 39     | 詹子賢 | 右 | 右 |                  |
| 43     | 林書逸 | 右 | 左 |                  |
| 60     | 黄鈞麟 | 左 | 左 |                  |
| 85     | 劉貴元 | 右 | 左 |                  |
| 88     | 宋晟睿 | 右 | 右 |                  |
| 92     | 岳政華 | 左 | 左 |                  |

## 日本のプロ野球との関係
日本の球団に在籍したことのある主な監督・コーチや選手
監督・コーチ
- 森下正夫
- 山根俊英
- 土居章助
- 柴田猛
- 中山俊丈
- 榊原良行
- 横田久則
- 中込伸
- 養父鐵
- 藤田学
- 平野恵一
- 工藤公康（臨時コーチ）
- 細山田武史（臨時コーチ）
- 根鈴雄次（NPB経験なし、臨時コーチ）
- 辰巳智大（NPB経験なし、臨時コーチ）
- 曹竣揚
- 林恩宇
- 許銘傑
- 林威助
- ブラッド・トーマス（湯瑪仕）
- トミー・クルーズ（克魯茲）
- ダラス・ウィリアムズ（大威）

選手
- 陳義信
- 曹竣揚
- 林威助
- 林英傑
- 鄭凱文
- 林恩宇
- 許銘傑
- 呂彦青
- 廖任磊（自行培訓選手）
- 田島俊雄（東鈮）
- 羽根川竜
- 白坂勝史
- 養父鐵
- 斉藤肇
- 中込伸
- 横田久則
- 今井圭吾
- 武藤潤一郎
- 中村隼人
- 伊代野貴照
- 小林亮寛
- 真田裕貴
- 高野圭佑
- 牧田和久
- 佐藤和宏（入団テスト受験）
- 柏木洋和（入団テスト受験、NPB経験なし）
- 田中充（入団テスト受験）
- 神田義英（入団テスト受験）
- 冨田康祐（入団テスト受験）
- バルビーノ・ガルベス（巴比諾）
- ヘクター・デラクルーズ（克魯茲）
- ルイス・サントス（路易士）
- デビット・パブラス（大偉）
- フランク・カンポス（弗蘭克）
- マリオ・ブリトー（馬力歐）
- ロバート・ウィッシュネフスキー（勞勃）
- ウィル・フリント（威爾）
- ジョナサン・ハースト（風神）
- カルロス・カスティーヨ（卡斯帝）
- オーランド・ロマン（羅曼）
- ルイス・ゴンザレス（岡薩雷茲）
- ブラッド・トーマス（湯瑪仕）
- ミゲル・メヒア（米吉亜）
- ロムロ・サンチェス（桑契斯）
- ビクター・ガラテ（克拉帝）
- ミッチ・ライブリー（萊福力）
- アリエル・ミランダ（米蘭達）
- ガブリエル・イノーア（加百利）
- エンジェル・サンチェス（象騎士）
- オネルキ・ガルシア（歐尼爾、1軍出場なし）

## その他在籍していた選手・コーチ
監督・コーチ
- 謝長亨
- 石志偉
- 王建民
- 彭政閔
- ホセ・コントレラス (康崔拉斯)
- ジム・プレスリー (普力斯)

選手
- 洪一中
- 曹錦輝
- 廖于誠
- 陳鴻文
- 陳致遠
- 葉君璋
- 彭政閔
- 蔣智賢
- 王威晨
- 王勝偉
- 増菘瑋
- 林智勝
- 高宇杰
- 江坤宇
- 岳東華
- 陳子豪
- 張志豪
- 詹子賢
- 倪福徳
- 陳俊秀
- フランシスコ・カンポス (法蘭西)
- ジョーイ・ドーリー (喬伊)
- トレーシー・ソープ (索普)
- フィル・バルジラ (菲力普)
- タイラー・ラムスデン (泰勒)
- アーマンド・ガララーガ (賈羅拉加)
- トニー・ペーニャ (湯尼)
- ボビー・ブレビンス (布萊文斯)
- ホセ・コントレラス (康崔拉斯)
- ルディ・オーエンス (歐文)
- アンドリュー・シスコ (希克)
- ホセ・デポーラ (德保拉)
- エスミル・ロジャース (羅傑斯)
- ホセ・バルデス (華德茲)
- ショーン・モリマンド (象魔力)
- マイケル・マリオット (麥力德)
- ニック・キンガム (金安)
- カイル・マゴウィン (馬格文)
- ダニエル・メンデン (猛登)
- カーク・マッカーティ (克迪)
- ウンベルト・カステヤノス (黄博多)
- ウィリアム・クエバス (柯威士)
- トニー・アルバレス (東尼)
- フェリペ・ロペス (羅培茲)
- ジム・ネグリッチ (耐克)
- アレックス・リッディ (里迪)
- フランシスコ・ペーニャ (福來喜)
- ティム・ハリッカラ (提姆、一軍出場なし)
- ティム・アサートン (阿瑟頓、入団テスト受験)
- ブレット・オーバーホルツァー (布瑞特、一軍出場なし)

## チアリーディングチーム
- Passion Sisters（熱情姊妹）